# Erastria phantasma
Erastria phantasma là một loài bướm đêm trong họ Geometridae.